# Alberico I Cybo-Malaspina
Pour les articles homonymes, voir Cybo.
Alberico I Cybo-Malaspina, né en 1534 à Gênes et mort en 1623 à Massa, est un prince italien issu de la famille Cybo-Malaspina, qui régna sur la principauté de Massa et le marquisat de Carrare.

## Biographie
Attaché au service de la maison d'Autriche, il devint chambellan du roi d'Espagne Philippe II, et fut fait par lui prince de l'empire et de Massa, duc d'Aiello et baron de Padula.

## Sources
- Marie-Nicolas Bouillet  et Alexis Chassang (dir.), « Alberico I Cybo-Malaspina » dans Dictionnaire universel d’histoire et de géographie, 1878 (lire sur Wikisource)